# Kenta Yoshikawa
Kenta Yoshikawa (吉川 健太 Yoshikawa Kenta?, nacido el 16 de mayo de 1986 en Shiga) es un exfutbolista japonés. Jugaba de centrocampista y su último club fue el MIO Biwako Shiga de Japón.

## Trayectoria

### Clubes
| Club             | País  | Año         |
| ---------------- | ----- | ----------- |
| Ehime FC         | Japón | 2009 - 2010 |
| Kataller Toyama  | Japón | 2011 - 2015 |
| MIO Biwako Shiga | Japón | 2015        |

## Estadística de carrera

### J. League
| Club            | Año   | J. League | J. League | Copa J. League | Copa J. League | Total | Total |
| Club            | Año   | Part.     | Goles     | Part.          | Goles          | Part. | Goles |
| --------------- | ----- | --------- | --------- | -------------- | -------------- | ----- | ----- |
| Ehime FC        | 2009  | 19        | 0         | -              | -              | 19    | 0     |
| Ehime FC        | 2010  | 4         | 0         | -              | -              | 4     | 0     |
| Kataller Toyama | 2011  | 20        | 0         | -              | -              | 20    | 0     |
| Kataller Toyama | 2012  | 16        | 0         | -              | -              | 16    | 0     |
| Kataller Toyama | 2013  | 3         | 0         | -              | -              | 3     | 0     |
| Kataller Toyama | 2014  | 1         | 0         | -              | -              | 1     | 0     |
| Kataller Toyama | 2015  | 0         | 0         | -              | -              | 0     | 0     |
| Total           | Total | 63        | 0         | 0              | 0              | 63    | 0     |